# Inocybe quietiodor
Inocybe quietiodor är en svampart som tillhör divisionen basidiesvampar, och som beskrevs av Marcel Bon. Inocybe quietiodor ingår i släktet Inocybe, och familjen Crepidotaceae. Arten är reproducerande i Sverige.